# Élections législatives de 1951 dans la côte française des Somalis
Les élections législatives françaises de 1951 se tiennent le 17 juin. Ce sont les deuxièmes élections législatives de la Quatrième République.

## Mode de scrutin
Le mode d'élection choisit pour ce territoire est le scrutin uninominal à un tour.
Dans le territoire de la côte française des Somalis, un seul député est à élire.

## Élus
| Député sortant | Parti | Parti | Député élu ou réélu | Parti | Parti |
| -------------- | ----- | ----- | ------------------- | ----- | ----- |
| Jean Martine   |       | IOM   | Edmond Magendie     |       | RPF   |

## Résultats

### Résultats à l'échelle du département
|          | RPF      | Edmond Magendie | 2 341 | 73,65  |  |  |
|          | IOM      | Jean Martine *  | 513   | 16,80  |  |  |
|          | Radical  | Clarisse Hulman | 200   | 6,55   |  |  |
|          | National | Youssouf Daoud  | 0     | 0,00   |  |  |
|          |          |                 |       |        |  |  |
| Inscrits | Inscrits | Inscrits        | 5 208 | 100,00 |  |  |
| Votants  | Votants  | Votants         | 3 107 | 59,66  |  |  |
| Exprimés | Exprimés | Exprimés        | 3 054 | 98,29  |  |  |